# Alkärrsmygga
Alkärrsmygga Aedes refiki är en tvåvingeart som beskrevs av Medschid 1928. Aedes refiki ingår i släktet Aedes och familjen stickmyggor. Arten är reproducerande i Sverige. Inga underarter finns listade i Catalogue of Life.